# Jarvis Bay
Jarvis Bay är en ort i Kanada.   Den ligger i provinsen Alberta, i den centrala delen av landet, 2 900 km väster om huvudstaden Ottawa. Jarvis Bay ligger 935 meter över havet och antalet invånare är 203. Den ligger vid sjön Sylvan Lake.
Terrängen runt Jarvis Bay är platt. Närmaste större samhälle är Red Deer, 18,9 km öster om Jarvis Bay.